# Rhodes (Francja)
Rhodes – miejscowość i gmina we Francji, w regionie Grand Est, w departamencie Mozela.
Według danych na rok 1990 gminę zamieszkiwało 51 osób, a gęstość zaludnienia wynosiła 4 osób/km² (wśród 2335 gmin Lotaryngii Rhodes plasuje się na 994. miejscu pod względem liczby ludności, natomiast pod względem powierzchni na miejscu 435.).